# ホモ・ナレディ
ホモ・ナレディ（英語: Homo naledi）は、暫定的にヒト属に分類されたヒト族の絶滅種である。その化石骨格はユネスコの世界遺産に登録され、「人類のゆりかご」として知られる南アフリカの人類化石遺跡群（南アフリカ共和国ハウテン州）の一部、スワルトクランスの南西およそ800m（0.50mi）に位置するライジングスター洞窟で発見された。「ホモ・ナレディ」は現地のソト語で「星の人」を意味する。この名は洞窟内のディナレディ空洞で発見されたことに由来する。その発見が一般に公表された時点でも、洞窟から少なくとも15体分になる1,550以上の骨の断片が発掘されている。
小柄なヒトの身長・体重と同じぐらいで、脳硬膜の容積がアウストラロピテクスに似て小さい一方で、頭蓋骨の形状は初期の人類に近い。骨格の構造は猿人で知られている原始的特徴と初期の人類で知られる現代的特徴を合わせもつ。研究チームは死の直前に、個体が故意に洞窟内へ運ばれたものと推測している。
骨はまだ数百個から数千個は残されていると考えられているが、研究チームは当面は発掘を再開する予定はなく、複数の実験的な方法を用いて化石の年代測定に取り組むことにしている。
ホモ・ナレディに関する研究論文はリー・バーガー、ジョン・ホークスおよびその他の45人によって作成され、2015年9月10日に発表された。骨がヒト属の新種を示しているとする研究チームの仮説について、一部の専門家は懐疑的な見方を示している。

## 背景
ライジングスター洞窟は南アフリカ共和国のスワルトクランスの南西およそ800m（0.50mi）に位置し、人類の化石の発掘地として有名なクロムドライやスタークフォンテン（Sterkfontein）も同地域に所在する。この南アフリカの人類化石遺跡群一帯は20世紀前半に初期人類の骨が多数出土したので、いつしか「人類のゆりかご」と呼ばれるようになった。しかし、ルイス・リーキーが1964年にタンザニアのオルドヴァイ渓谷でホモ・ハビリスを発見してからは東アフリカこそが人類発祥の地と見なされるようになった。

## 化石の発見

ライジングスター洞窟の入り口からディナレディ空洞へ至る経路を示した図

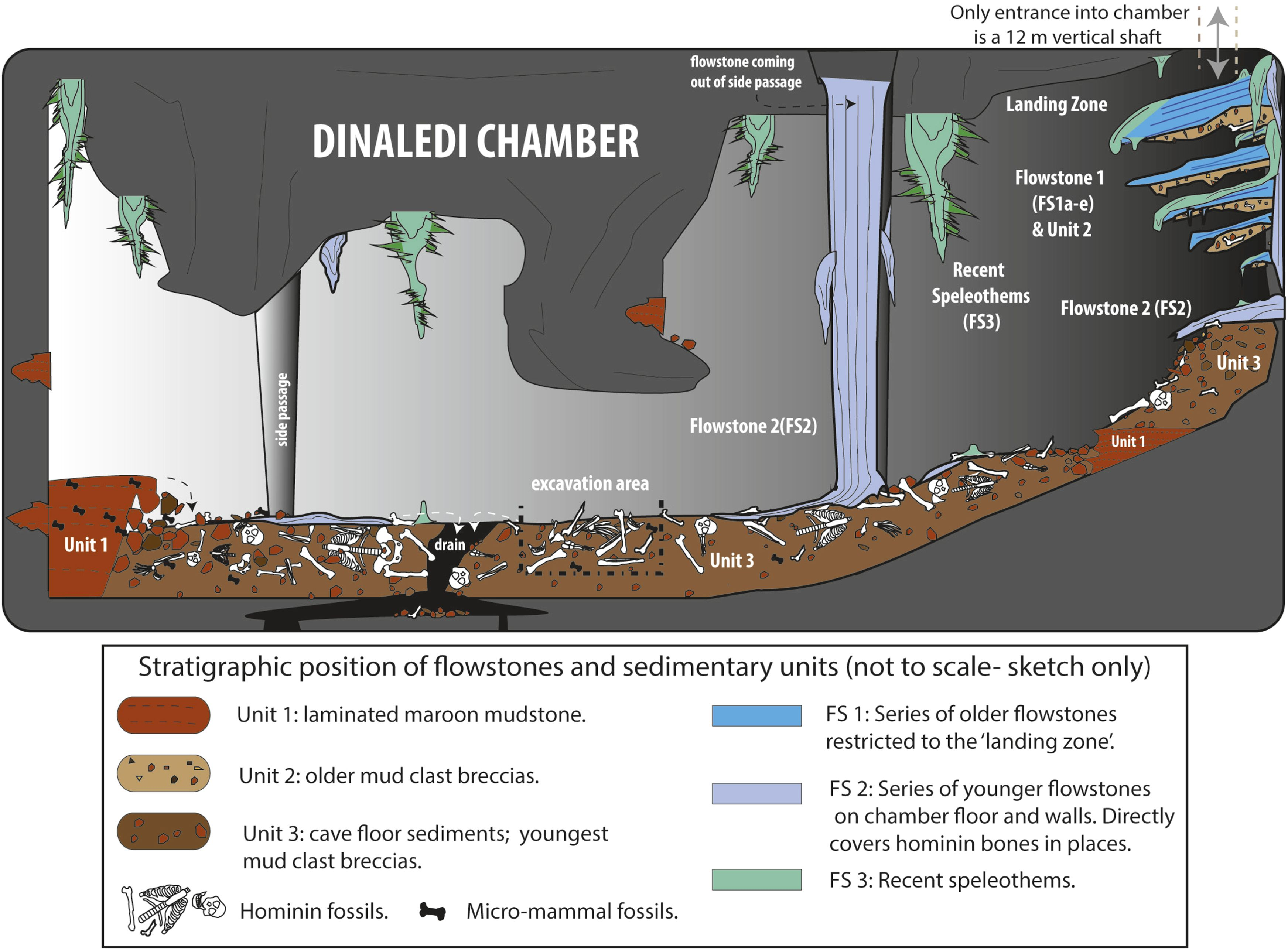
ライジングスター洞窟のディナレディ空洞で回収されたホモ・ナレディの骨のイラスト

2013年9月13日に2人のアマチュア洞窟探検家、リック・ハンターとスティーブン・タッカーがライジングスター洞窟へと入った。洞窟奥深くの「スーパーマンズ・クロール」と呼ばれる狭い横穴を抜けると広い空間があり、のこぎりの歯のような岩壁「ドラゴンズ・バック」を登ると、鍾乳石が垂れ下がった狭い空間に出た。タッカーはその奥の隙間の垂直に近い狭い縦穴を下りていき、ハンターについて来るよう呼びかけた。ハンターとタッカーは長さ12m（39ft）の窮屈な縦穴を下りて辺り一面にナレディの化石骨が転がる地下30m（98ft）の空洞（ディナレディ空洞）を発見した。　
その後、タッカーは洞窟探検家で地質学者でもあるペドロ・ボシュフに伴われて南アフリカのウィットウォーターズランド大学で教え、ナショナルジオグラフィック協会から資金援助されている古人類学者リー・バーガーのもとを訪れた。バーガーは南アフリカは興味深い地域だが、進化を語る上では主たる舞台にはならないとする多くの研究者たちの見方を覆そうとして、20年近く調査を進めていた。バーガー率いる調査チームはこの発見より5年前の2008年に「人類のゆりかご」のマラパ採掘場でほぼ完全な全身骨格2体分になるアウストラロピテクス・セディバの骨を掘り出したが、これがヒト属の祖先だとする彼の解釈は年代的に新しすぎる、その特徴があまりにも奇妙であることなどを理由に古人類学界の重鎮たちからほとんど無視されていた。バーガーは2人が差し出したライジングスター洞窟の写真をひと目見て、マラパの化石の調査は後回しでいいと直感した。

## ギャラリー

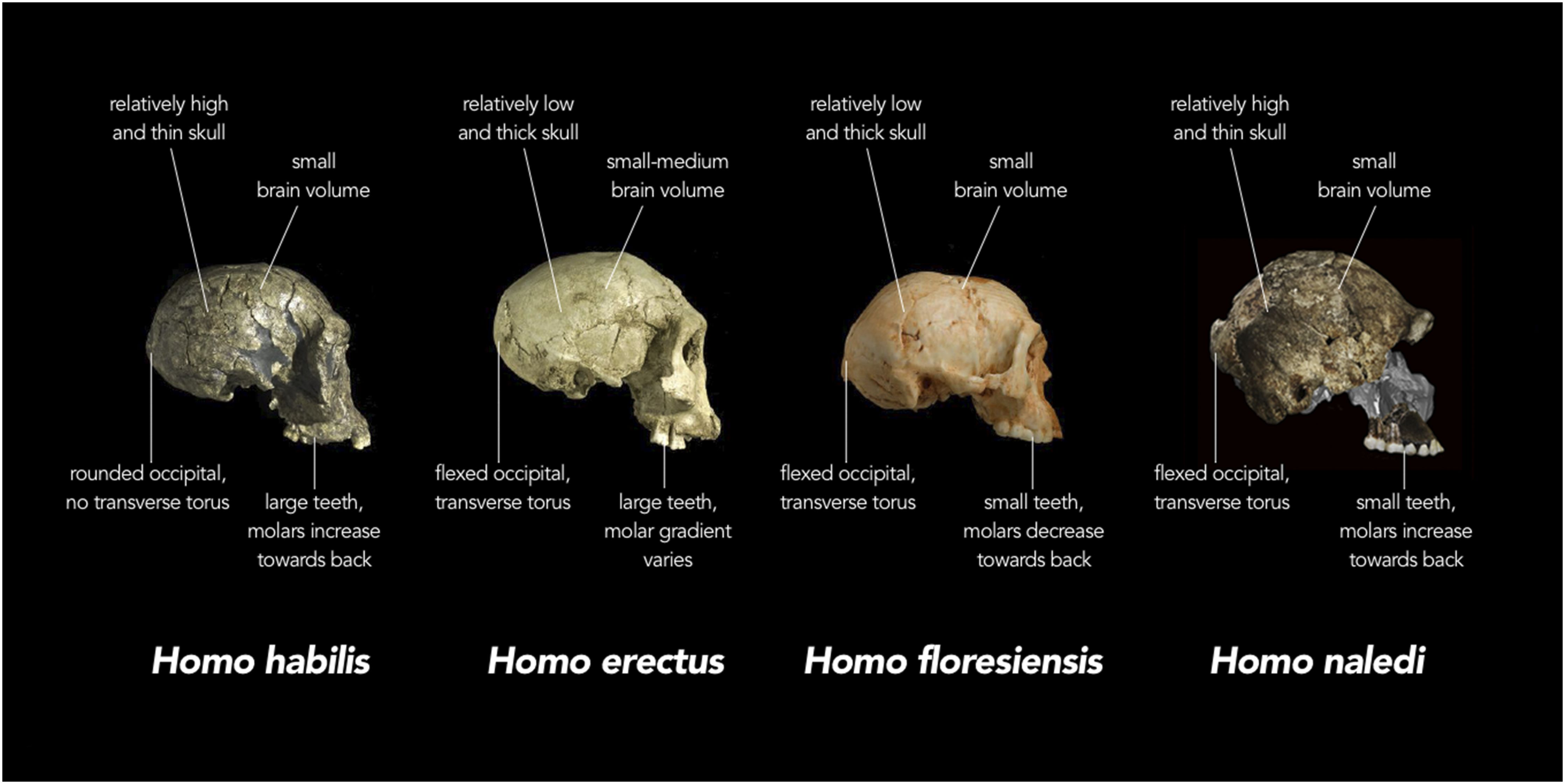
ホモ・ナレディと他の初期人類の頭蓋骨の特徴の比較

## 発掘調査
リー・バーガーは2013年10月6日にソーシャルメディアのフェイスブックを介して洞窟探検や登山の経験を有する熟練の古人類学者を呼び寄せた。わずか18cm（7in）の幅の地下トンネルの出入り口を通過するには「細身で、できれば小柄」な体型が求められた。発見者の2人もやはりかなりスラっとした体型をしている。世界各地から応募してきた60人近くの候補者の中からライジングスター洞窟遠征の6人の発掘スタッフを選んだが、いずれも若い女性であった。バーガーは彼女たちを「地下の宇宙飛行士」と呼ぶことにした。
2013年11月にリー・バーガー率いる発掘隊（ナショナルジオグラフィック/ウィットウォーターズランド大学ライジングスター遠征）は21日間の掘削で少なくとも15体分になる1,550以上の骨の断片を粘土質堆積物の中から発見した。これはこれまでにアフリカ大陸で発見されたヒト族の化石セットとしては最大規模である。
バーガーは迅速に分析を行うためにマラパの化石の分析に協力してくれた約20人のベテラン研究者に加え、30人余りの若手研究者にも声をかけた。ざっと15か国の研究者がヨハネスブルグで6週間ほど分析に没頭した。骨の層状分布は彼らが長期間、おそらく何世紀にもわたって堆積してきたことを示唆している。洞窟の空洞のわずか1m2の範囲から掘り出された。まだ他にも多数の骨が残っていると見られる。化石には頭蓋骨、顎、肋骨、歯、ほぼ完全な足の骨、手の骨、耳小骨が含まれる。高齢者、少年、乳児の骨が発見されている。骨の一部は現生人類の骨に近く、それ以外の骨は初期の人類である猿人よりも原始的である。親指、手首、手のひらの骨は一見現生人類に似ているが、手の指の骨は湾曲していて木登りに適している。

## 公表
化石の発見とそれが新種を示すとする理論は2015年9月10日に開かれた記者会見で公表された。同日にヨハネスブルグではリー・バーガーと研究チームの数人のメンバーによって、ガラスケースに並べられた人骨が披露された。事前にウィットウォーターズランド大学で精選されたものであった。
2つの研究論文も学術誌『イーライフ』でその日のうちに発表された。1つは新種である説を提唱し、もう1つは化石が発見された洞窟について記述している。
バーガーは化石はヒト属として最古のものの一つとみられ、人類と二足歩行の霊長類とのミッシングリンクになり得る存在だと語り、古代エジプトのツタンカーメン王に匹敵する発見だとしている。発見された化石は南アフリカ国民の所有物として扱われ、今後も南アフリカ国内で管理されるものと見られている。

## 形態
『イーライフ』のウェブサイトによると、ホモ・ナレディの身体的特徴はヒト属に非常によく似ているが、アウストラロピテクス属よりやや原始的な特徴も合わせもつ。このような特性は既知の他のヒト族には見られないものである。バーガーらは明らかにヒト属に分類できると考えたが、ヒト属のどの種とも異なる特徴をもつことから、新種だという結論に達した。
成人男性は身長約150cm（5ft）、体重約45kg（100lb）と推測されたが、この身長は背の低い現生人類の範囲内に含まれる。女性はそれよりも少し小柄だったとされる。その骨格の分析はホモ・ナレディが完全な直立二足歩行だったことを示唆する。フレア形状の腰のつくりは猿人に似ているが、足と足首はヒト属に類似している。現生人類に似た足の形は長距離の歩行が可能だったことをうかがわせる。
しかし、頭蓋腔容積は現生人類と比較して著しく小さかった。男性2人と女性2人のものと見られる4個の頭蓋骨が発見されたが、測定したところ、わずか450-550cm3（27-34in3）ほどであった。ホモ・エレクトスの平均は900cm3（55in3）なので、そのおよそ半分程度しかない。ホモ・ナレディの頭蓋骨の頭蓋腔容積は猿人の頭蓋骨のそれと同程度しかない。いわば、オレンジの実ほどの大きさである。それにもかかわらず、頭蓋骨の形状は猿人よりもヒト属に見られるものに類似しているように解説されている。その細長い顔だち、側頭部と後頭部のふくらみ、ヒト以外の霊長類に顕著な後眼窩骨の狭窄が見られないといった点がおもにあげられる。歯と下顎の筋肉組織はほとんどの猿人のものよりも小型で、これは激しい咀嚼を必要としない食事をしていたことを示唆する。現生人類と同じく小さな歯を持つ一方で、猿人に見られるように第3大臼歯（親知らず）が他の大臼歯より大きい。
手は非常に発達しており、猿人より器用に物体を動かすことができた。腕はアウストラロピテクス属に近い肩と指を持つ一方で、ヒト属（原人以降）に近い手首と手のひらを持っていた。上半身の構造はヒト属の他のどの種よりも原始的であったと見られている。アメリカ合衆国のデューク大学の古生物学者スティーブ・チャーチルは「腰に線を引いて上は原始的、下は現代的と分けられそうでした」「足の骨だけ見つけたら、現代のアフリカの奥地にいる狩猟民族の骨だと思うでしょう」と述べている。
その全体的な解剖学的構造は科学者らに種をアウストラロピテクス属ではなく、ヒト属に分類するように促した。ホモ・ナレディの骨格はヒト属の起源は複雑であり、多系統かも知れず、アフリカ大陸各地でそれぞれ別々に進化してきた可能性があることを示している。
ホモ・ナレディの頭部復元模型を作成したのは古生物を専門とする造形作家のジョン・ガーチーである。ガーチーは骨をスキャンし、約700時間かけてこの模型を制作した。体毛にはクマの毛が使われている。

## 年代測定の課題
ライジングスターの化石群の年代測定は2015年9月10日の時点で実施されていなかった。放射性炭素年代測定は化石の一部分を破壊しなければならないため、研究チームは化石について詳しく記述した論文を発表するまでは、年代測定を実施するわけにはいかないと判断した。放射性炭素年代測定は5万年程度前まで計測が可能であり、化石が5万年前よりも古いものかどうかについてのみ判定することができる。しかし、年代などの重大な情報が得られていない段階で発表に踏み切った研究チームに多くの科学者が失望を隠せない様子だという。
骨は洞窟の床に横たわっているか浅い堆積物に埋もれた状態で発見された。2つの化石年代測定技術（火山灰の成している層に含まれる化石の年代を調べる方法と流水作用によって堆積した方解石の成している層に含まれる化石の年代を調べる方法がある）は化石が火山灰あるいは流れ石の層に埋もれていなかったので、いずれも使用することができない。例えば、東アフリカの年代測定が可能な火山灰層では320万年前のルーシーなどの化石の年齢を判定するのに役立てられている。
ある地質学者は洞窟の中で発見された化石は300万年前よりは新しいものだと考えている。
リー・バーガーはその解剖学的分析がホモ・ナレディは280-250万年前、ヒト属の始まりかあるいは始まりに近い時期に出現したことを暗示していると述べている。これに対し、ティム・ホワイトは化石が100万年前より古いかどうかを知るのは困難であると述べている。

## 研究チームの仮説
ウィスコンシン大学マディソン校で教える人類学者のジョン・ホークスは洞窟から回収された骨はフクロウのものが1体ある以外はすべてヒト科の骨だという科学的な事実があると述べている。捕食の兆候が見られず、ヒト科のみが堆積して捕食者が存在しない。骨は一度にまとめてそこに堆積したわけではなかった。表面内の任意の開口部から洞窟内に岩や土砂が落下した形跡はない。洞窟の中に骨を運ぶような、洞窟内に水が流入した形跡もない。ホークスは意図的に体がそこに置かれたとするのが最良の仮説であると結論づけた。

### 儀式的な行動
バーガーらは洞窟内に遺体を配置する行為は儀式的な行動と象徴的思考の表れであったと推測する。ここで言う「儀式」とは意図された反復の習慣（洞窟内に遺体を処分する）であり、宗教的な儀式のいずれかのタイプを意味しない。この発見の前は一般的に、儀式的な行動はこれよりもずっと後、ホモ・サピエンスとホモ・ネアンデルターレンシスの間の時期に始まったと考えられていた。これまでに確認されている最も古い、ネアンデルタール人の埋葬は10万年前に行われたものである。
バーガーは複雑な洞窟システム内で体の意図的な処分を行うからには暗闇の通路を通って再び戻るために種のメンバーの助けを借り、間隔を置いてたいまつを掲げたり焚き火をおこすなりして、明かりを必要としていたはずと推測している。

## 他の専門家の意見
- 古人類学者ティム・ホワイトは年代測定が完了し、さらに以前から知られている化石との解剖学的比較が行われるまでは発見の意義が不明であることを示唆している[35]。また、ホモ・ナレディは初期の小さなホモ・エレクトス（原人）に非常によく似ていると述べている[35]。なお、研究チームのリーダーであるリー・バーガーは発表時の記者会見でホモ・エレクトスの化石である可能性を否定している[38]。
- スミソニアン博物館群国立自然史博物館の古人類学者リック・ポッツ（英語版）は年齢もわからないのに、「私たちがこの発見の進化的意義について判断することはできない」と述べている[38]。発見された遺体については「単に穴の上から放り込まれ、処分された」ものと見ている[38]。
- ニューヨーク大学の人類学者スーザン・アントンは古人類学には正確にヒト属を定義するために使われるコンセンサスが形成されていないため、おそらく年代測定をした後も、適切な結論が出せるまで専門家は多くの年月を費やすことになるだろうと指摘している[38]。
- ジョージ・ワシントン大学の古人類学者バーナード・ウッドは遺骨が新種を示すものであることに賛同する一方で、インドネシアのフローレス島で発見された小脳種のホモ・フローレシエンシスがそうであったように比較的孤立して、南アフリカでその奇妙な特性を独自に進化させていった種かもしれないと考えている[21]。
- ニューヨーク州立大学ストーニーブルック校の人類学者ウィリアム・ジャンガース（英語版）は「年代が分からなければ、これらの化石は人類史を書き換える発見ではなく、単なる骨董品です」と批判し[4]、骨が発見された空洞に到達するためのより簡単な方法が存在した可能性を示唆した[20]。ジャンガースは現代人よりはるかに脳の容量が小さいホモ・ナレディが埋葬を行っていたとする説についても否定的な見方を示している[20]。
- 人類学者クリス・ストリンガー（英語版）は「脳の容量の小ささ、湾曲した指や肩の形状、胴体と股関節は人類出現以前の猿人と初期人類のホモ・ハビリスに似ています。しかし、手首、手、脚、足はネアンデルタール人と現生人類のものに一番近いです。歯はいくつかの原始的な特徴がありますが、比較的小さく単純なもので、軽い造りの顎骨がはまっています。全体的に私の見たところ、物質はグルジアのドマニシの180万年前と年代測定された、小さな体をしたホモ・エレクトスの例に一番近いです」と書いた[31]。
- ピッツバーグ大学の進化生物学者ジェフリー・シュワルツ（英語版）は回収された資料が単一種であることを表現するにはあまりにも多様性に満ちていると主張している[43]。
- ルイス・リーキーの息子で自身も古人類学者であるリチャード・リーキーはヨハネスブルグを訪れて化石を調べ、洞窟奥深くに埋葬するには明かりが必要だったとするバーガーの仮説に対し、「（バーガーがまだ見つけていないだけで）もう一つ入り口があるはずです」と断言している[44]。

## 南アフリカ国内の反応
南アフリカ共和国大統領のジェイコブ・ズマと同共和国副大統領のシリル・ラマポーサは研究チームを祝福した。
一方で、ソーシャルメディア上では人種差別的な動機が背景にあったのではないかとの批判が噴出した。マトール・モチェハは「アフリカ人はヒヒの子孫だとする擬似科学」にもとづく動機があったと主張した。ツベリチマ・バビは「かつてはヒヒだったという理論を裏付けるために古い類人猿の骨を発掘する者はいないだろう」と述べた。

## メディア
ホモ・ナレディの発見について解説するPBS NOVA ナショナルジオグラフィックのドキュメンタリー『人類の夜明け』が2015年9月10日にオンライン上で公開され、2015年9月16日にアメリカ全土でテレビ放送された。日本での放送の際の邦題は『洞窟に眠る新種の人類』。考古学者のK・クリス・ハーストによると、このドキュメンタリー映画は「（ホモ・ナレディの化石の）発見に関する豊富な文脈、視聴者が発見の重要性を理解できるように歴史的背景と進化的背景を設けている」という。
ナショナルジオグラフィック協会はそのウェブサイト上のビデオで科学者、6人の女性研究者、2年間の化石発掘、化石からホモ・ナレディの頭部模型を作成する作業といった様々な段階を示して解説を行っている。日本では雑誌『ナショナル ジオグラフィック』の2015年10月号（2015年9月30日発売）でこの発見について図解や写真を含めて本格的に紹介された。